# ولاد الطاهر بن عاي (زهانة الشمالية)
ولاد الطاهر بن عاي هو دُوَّار يقع بجماعة عامر السفلية، إقليم القنيطرة، جهة الرباط سلا القنيطرة في المملكة المغربية. ينتمي الدوّار لمشيخة زهانة الشمالية التي تضم 7 دواوير. يقدر عدد سكانه بـ 1092 نسمة حسب الإحصاء الرسمي للسكان والسكنى لسنة 2004.

## روابط خارجية
- البوابة الوطنية للجماعات الترابية
- المندوبية السامية للتخطيط